# 三田警察署 (東京都)
三田警察署（みたけいさつしょ）は、東京都港区芝浦四丁目にあり、港区の東部を管轄する警察署である。第一方面本部所属。署員数およそ190名。
当署管内には、警視庁第一、第二、第三方面本部管轄区域内を受け持つ警視庁第一自動車警ら隊本部が存在する。
識別章所属表示はMK。車両の対空表示は「三」。

## 概要
以前は、三田二丁目4番地（現：三田国際ビル）に存在したが1969年（昭和44年）に札の辻に移転。その後、2007年（平成19年）芝浦四丁目に移転。以前は、武道場を開放し小学生を対象とした柔道と剣道教室が開かれていた。

## 歴史
- 1908年（明治41年）2月8日: 芝警察署（現：愛宕警察署）の三田支署として発足。
- 1910年（明治43年）
  - 3月31日：芝警察署三田分署となる。
  - 12月17日：三田警察署に昇格し独立。
- 1913年（大正2年）6月13日：隣接の新堀警察署を統合して、芝三田警察署と改称。
- 1932年（昭和7年）8月28日：三田警察署と再度改称。
- 1969年（昭和44年）4月22日：庁舎完成に伴い札の辻に移転。
- 1991年（平成3年）3月30日：現庁舎が狭隘となったため、別館を増築。
- 2007年（平成19年）8月13日：芝浦四丁目2番12号に移転。
- 2008年（平成20年）3月31日：東京水上警察署の廃止に伴い、所轄の一部編入と海岸通交番を移管。同時に三田警察署の所轄の一部を高輪警察署に編入。

## 管轄区域
- 港区芝地域（旧芝区・芝総合支所管内）・高輪地域（同・高輪支所管内）・芝浦港南地域（同・芝浦港南支所管内）の各一部を管轄。
  - 三田一・二・三・四・五丁目（全域）
  - 芝一・二・三・四・五丁目（全域）
  - 芝浦一・二・三・四丁目（全域）
  - 海岸二・三丁目（一丁目は愛宕警察署の管轄）

## 組織
- 警務課
- 交通課
- 警備課
- 地域課
- 刑事組織犯罪対策課
- 生活安全課

## 交番
- 三田綱町交番（港区三田二丁目17番20号） - 2008年（平成20年）、三田台交番より改称。
- 三田通交番（港区三田二丁目10番7号）
- 芝四丁目交番（港区芝四丁目7番4号）
- 田町駅東口交番（港区芝浦三丁目1番26号）
- 亀塚公園前交番（港区三田四丁目16番21号） - 2008年（平成20年）、三田四丁目交番より改称。
- 海岸通交番（港区海岸通三丁目14番26号）  - 海岸通界隈に第一自動車警ら隊の中央分駐がある。

駐在所はない。

## 地域安全センター
- 八千代橋地域安全センター（港区芝浦三丁目20番11号） - 2007年（平成19年）3月31日に八千代橋交番から変更。
- 芝園橋地域安全センター（港区芝三丁目4番10号） - 2007年（平成19年）3月31日に芝園橋交番から変更。